# Masashi Tanioka
Masashi Tanioka (japanisch 谷岡 昌 Tanioka Masashi; * 14. Juli 2001 in Seiyo, Präfektur Ehime) ist ein japanischer Fußballspieler.

## Karriere
Masashi Tanioka erlernte das Fußballspielen in der Jugend des Ehime FC sowie in der Universitätsmannschaft der Kansai-Universität. Von Anfang September 2023 bis Saisonende 2023 wurde er an den Ehime FC ausgeliehen. Der Verein aus Matsuyama, einer Stadt in der Präfektur Ehime, spielte in der zweiten Liga, der J2 League. Während der Ausleihe kam er in der Liga nicht zum Einsatz. Nach der Ausleihe wurde Tanioka am 1. Februar 2024 von Ehime fest unter Vertrag genommen. Sein Zweitligadebüt gab Tanioka am 30. März 2024 (7. Spieltag) im Heimspiel gegen Fujieda MYFC. Bei dem 3:0-Erfolg wurde er in der 81. Minute für Yūsei Ozaki eingewechselt. In seiner ersten Saison als Profibestritt er zwanzig Ligaspiele.